# Tyler Naquin
Tyler Wesley Naquin (né le 24 avril 1991 à Spring, Texas, États-Unis) est un joueur de champ extérieur des Brewers de Milwaukee de la Ligue majeure de baseball.

## Carrière
Joueur à l'école secondaire Klein Collins High School de sa ville natale de Spring, au Texas, Tyler Naquin est repêché en 2009 par les Orioles de Baltimore au 33e tour de sélection, mais il choisit de rejoindre les Aggies de l'université A&M du Texas. Naquin est le 15e athlète sélectionné au total lors du repêchage 2012 des joueurs amateurs et est réclamé par les Indians de Cleveland. Il signe avec Cleveland un premier contrat professionnel et perçoit une prime à la signature de 1,75 million de dollars.
Après l'entraînement de printemps des Indians en 2016, Naquin obtient un poste sur l'effectif qui commence la saison, aidé par la blessure qui garde Michael Brantley hors des terrains et la suspension de 80 parties imposée à Abraham Almonte. Il fait ses débuts dans le baseball majeur avec Cleveland le 5 avril 2016 face aux Red Sox de Boston. Le 6 avril, face à la même équipe, il réussit aux dépens du lanceur Clay Buchholz son premier coup sûr dans les majeures. Malgré des performances défensives passables et un ralentissement en offensive en seconde moitié de saison, Naquin termine 2016 avec 14 circuits, 52 points produits et une moyenne au bâton de ,296 en 116 matchs joués. Il est choisi meilleure recrue du mois en juin et juillet dans la Ligue américaine et termine 3e du vote désignant la recrue par excellence de l'année dans la Ligue américaine.